# Macrosiphoniella sudhakaris
Macrosiphoniella sudhakaris är en insektsart. Macrosiphoniella sudhakaris ingår i släktet Macrosiphoniella och familjen långrörsbladlöss. Inga underarter finns listade i Catalogue of Life.